# Mikronesiens fodboldlandshold
Mikronesiens fodboldlandshold repræsenterer Mikronesien i fodboldturneringer og kontrolleres af Mikronesiens fodboldforbund. Holdet er mest kendt for sine rekordstore nederlag, hvor de ved turneringen Pacific Games på Papua Ny Guinea i 2015 tabte med cifre som 30-0 til Tahiti, 38-0 til Fiji og hele 46-0 til Vanuatu.